# 1990-2000: A Decade of Domination
1990-2000: A Decade of Domination è una raccolta del gruppo musicale statunitense Pantera, pubblicata il 30 marzo 2010 per la Roadrunner Records.
Il disco può essere acquistato esclusivamente da Walmart.

## Tracce
1. Cowboys from Hell – 4:06
2. Psycho Holiday – 5:19
3. Cemetery Gates – 7:02
4. Mouth for War – 3:57
5. Walk – 5:16
6. This Love – 6:32
7. 5 Minutes Alone – 5:46
8. I'm Broken – 4:24
9. Drag the Waters – 4:57
10. Revolution Is My Name – 5:19